# Vento catabático

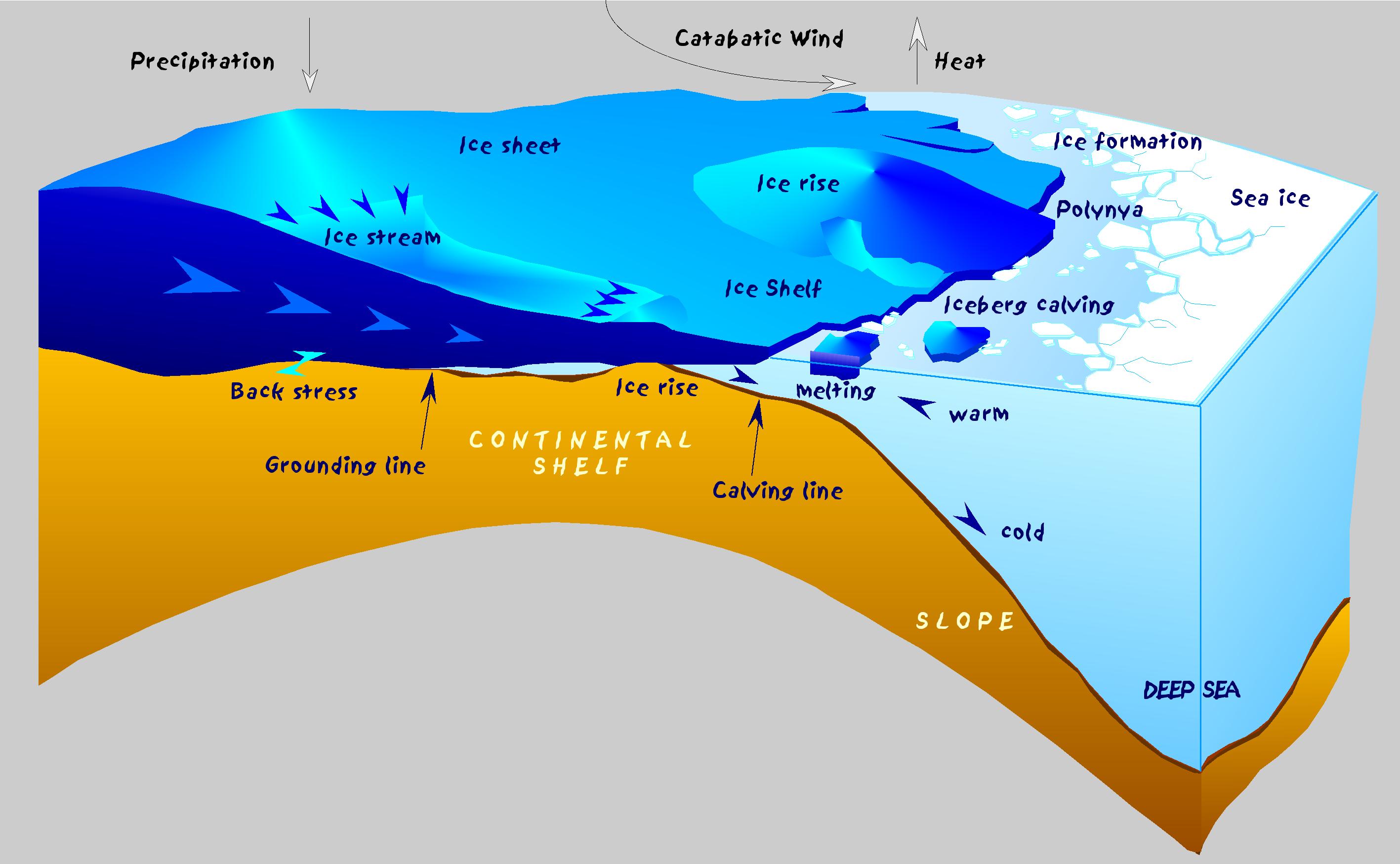
As "polynyas" costeiras no Antártico são produzidas por ventos catabáticos

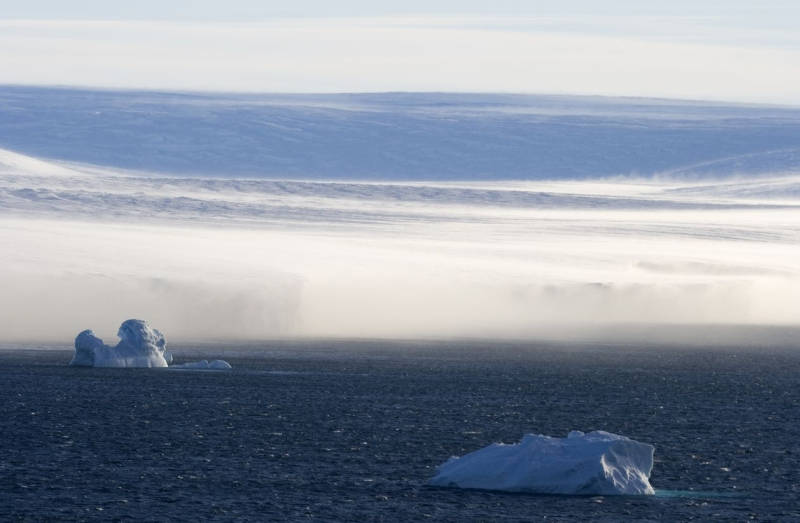
Vento catabático na Antártida

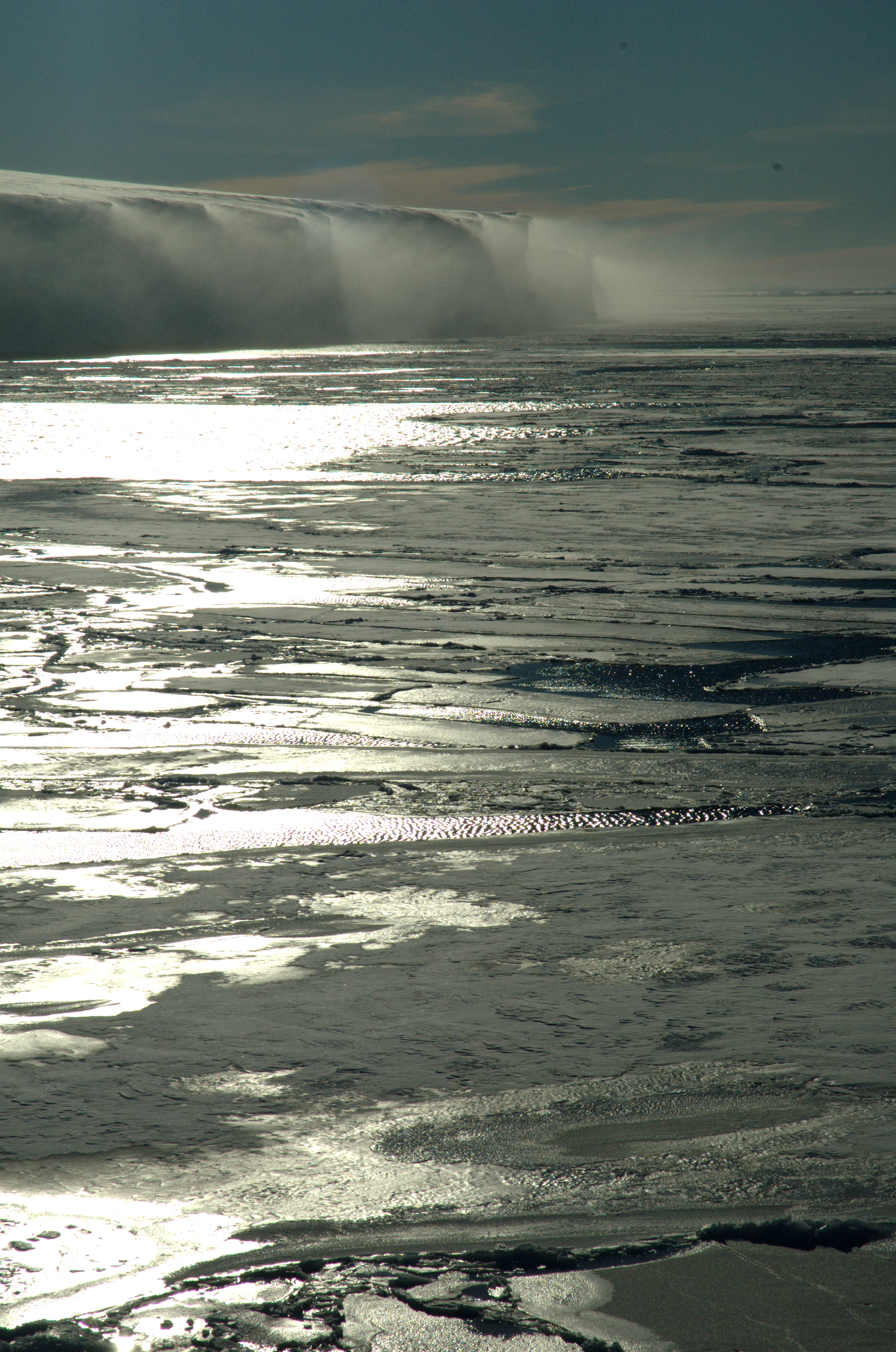
Vento catabático no mar de Bellingshausen

Um vento catabático (da palavra grega katabatikos que significa "descendo colinas") é o nome técnico dado a um vento que transporta ar de alta densidade de uma elevação descendo a encosta devido à acção da gravidade.
Estes ventos são por vezes chamados "ventos de Outono" devendo notar-se que nem todos os ventos descendentes são catabáticos, por exemplo ventos como o Föhn, o Chinook ou o Bergwind são ventos sombra de chuva em que o ar é conduzido montanha acima larga a sua mistura e desce mais seco e quente. O Mistral no Mediterrâneo, o Bora (ou Bura) no Adriático, o Santa Ana no sul da Califórnia e o Oroshi no Japão são ventos verdadeiramente catabáticos.
Um vento catabático é originado pelo arrefecimento gerado pela radiação do ar num planalto, uma montanha ou um glaciar. Como a densidade do ar aumenta com a redução da temperatura, o ar vai descer, aquecendo adiabaticamente enquanto desce. A temperatura do vento depende da temperatura da região de origem e da descida efectuada, no caso do Santa Ana, o vento pode ficar quente quando atinge o nível do mar, embora tal nem sempre aconteça, no caso dos ventos catabáticos na Antártida, contrastantemente, o vento é intensamente frio.
Os ventos catabáticos são comuns nas elevações permanentemente geladas da Antártida e da Gronelândia. A formação de ar frio de alta densidade sobre o gelo e a elevação deste gelo gera uma enorme energia gravitacional, propulsionando os ventos com força superior à de furacões. Na Gronelândia estes ventos são chamados Pitaraq e tornam-se mais intensos sempre que da costa se aproxima uma depressão.
Na Tierra del Fuego à semelhança do que acontece no Alasca, um vento conhecido como williwaw é um perigo particular para os barcos ancorados. Originado na neve e campos gelados das montanhas costeiras os "williwaws" atingem facilmente os 100 nós, tendo já sido registadas velocidades de 200 nós.